# Moba (Tanganyika)
Moba (früher Baudoinville/Boudewijnstad) ist eine Stadt am Westufer des Tanganjikasees in der Demokratischen Republik Kongo. Sie ist Teil der Provinz Tanganyika und die Hauptstadt des Territorium Moba.

## Lage
Moba liegt am Westufer des südlichen Teils des Tanganjikasees, 140 Kilometer südöstlich von Kalemie, mit dem es durch regelmäßige Bootsverbindungen verbunden ist. Die größere Stadt Kirungu (Kilungu) liegt auf einem Plateau 400 Meter über dem See und 5 km von Moba entfernt. Eine Schotterstraße führt von Kirungu hinunter zu einer Anlegestelle in Moba. Über Straßen ist die Stadt dagegen kaum erschlossen.
Moba liegt direkt südlich des Flusses Mulobozi. Das Marungu-Hochland, eine Kette von steilen, zerklüfteten Hügeln, erhebt sich hinter der Stadt, halbiert durch den Mulobozi. Der kleinere nördliche Teil steigt auf eine Höhe von etwa 2100 Metern und der größere südliche Teil auf etwa 2460 Meter an.

## Geschichte
Die Stadt wurde 1893 von Zisterziensern gegründet, die sie nach Prinz Baudouin von Belgien Baudoinville/Boudewijnstad nannten.
Während des Zweiten Kongokrieges (1998–2003) wurde die Region zu einer Kampfzone zwischen Regierungstruppen und Rebellengruppen. Das Gebiet zwischen Pweto, Moba und Moliro wurde als „Dreieck des Todes“ bezeichnet. Im November 2000 starteten Regierungstruppen mit Interahamwe-Kämpfern, ehemaligen ruandischen Armeetruppen, die nun für die kongolesische Regierung kämpfen, und anderen Verbündeten eine Offensive. Sie eroberten Positionen, die von der Kongolesischen Rassemblement Congolais pour la Démocratie (RCD-Goma) gehalten wurden, wie Pweto, Pepa, und griffen den Hafen von Moba an. Die Kräfte der RCD-Goma und der Ruandischen Patriotischen Armee (RPA) gingen Anfang Dezember 2000 zum Gegenangriff über. Die Ruander nahmen Pweto und Moba Anfang Dezember 2000 wieder ein.
Am 1. August 2007 griff ein Mob von Demonstranten die Militärbeobachter der Vereinten Nationen an und beschädigte Büros des UNHCR und von Schwesterorganisationen. Die Vereinten Nationen zogen sich aus der Stadt zurück und stellten die Repatriierung der in Sambia lebenden Flüchtlinge ein.

## Bevölkerung
Die meisten Bewohner gehören den Rungu an.

## Söhne und Töchter der Stadt
- Laurent-Désiré Kabila (1939–2001), Politiker und Präsident der Demokratischen Republik Kongo